# Toula (Tansila)
Pour les articles homonymes, voir Toula (homonymie).
Toula est une localité située dans le département de Tansila de la province des Banwa dans la région de la Boucle du Mouhoun au Burkina Faso.

## Géographie
Toula se situe au Nord de Tansila. Il est limité par Driko au sud, par Kéllé à l'ouest et par Faso-Benkadi à l'est. Le village est divisé en trois hameaux de culture dont Lanfiera (Moukoro-Ville) ou Belle-ville, Toula hameau ou Gnenigoro, et Toula chef-lieu.

## Démographie
Toula compte 2 783 habitants selon le recensement de 2012[réf. nécessaire]. Les habitants sont Bobofing, Bwaba, Peulhs, Mossis, Senoufo et Dafings. Les langues parlées sont le bobofing, le bwamu, le dafing, le fuldé, le mianga et le mooré.

## Santé et éducation
Le village possède deux écoles primaires publiques.